# Autoridade Portuária de Santos
A Autoridade Portuária de Santos - APS (nome atual da antiga Codesp, sigla para Companhia Docas do Estado de São Paulo) é uma empresa pública federal criada em 7 de novembro de 1980 para substituir a Companhia Docas de Santos, que era privada. É a responsável pela infraestrutura do Porto de Santos.
Era operadora portuária até o ano de 1993, quando a Lei 8.630/93 determinou a transferência das operações portuárias para a iniciativa privada; o processo foi concluído em julho de 1999. Desde então, a APS  administra a infraestrutura pública do Porto de Santos, contando com cerca de 1100 empregados.

## História
Até outubro de 1980, a exploração do Porto de Santos era monopólio da extinta Companhia Docas de Santos, empresa privada que obteve o direito de exploração do porto por meio de concessão. Após o vencimento da concessão, a administração do porto e seu acervo voltaram ao domínio do Governo Federal, e para sua gestão foi criada a Companhia Docas do Estado de São Paulo (Codesp), sociedade de economia mista que, até março de 1990, permaneceu sob controle da Empresa de Portos do Brasil S.A. (Portobras).
A Codesp operou o porto em regime de monopólio até a promulgação da Lei 8.630/93, que instituiu o ambiente concorrencial por meio do arrendamento das áreas portuárias para terminais, passando os portos federais brasileiros a operar por meio de um sistema conhecido como Landlord Port. Com a instituição deste sistema, a Codesp (e consequentemente o Governo Federal) passou a exercer apenas a função administrativa do complexo portuário (conhecida como Autoridade Portuária), passando a operação às mãos de terminais portuários privados. Este conjunto de áreas, primárias (operacionais) e secundárias (administrativas), passa a configurar o Porto Organizado, área sob a jurisdição da Autoridade Portuária. Com a instituição da lei, a mão de obra operacional da Codesp foi transferida para o Órgão Gestor de Mão de Obra (Ogmo), e a Codesp passou a contar com um efetivo de aproximadamente 1.300 funcionários, distribuídos em funções administrativas, de fiscalização e de Guarda Portuária. A legislação foi atualizada quando da promulgação da Lei 12.815/2013.
No segundo semestre de 2018, o Governo Federal realizou a compra das ações dos acionistas minoritários da Codesp. Este processo foi concluído com sucesso, uma vez que a Prefeitura de Santos é detentora de uma pequena parcela de ações da empresa, e a legislação atual não permite a negociação de ações entre diferentes esferas de governo.
Em outubro de 2019, a companhia adotou o nome fantasia Santos Port Authority, alinhando-se ao padrão mundial de comunicação observado nos grandes portos. Desde fevereiro de 2023, retomou o uso do nome em Português, com a sigla APS, conforme a nova denominação social Autoridade Portuária de Santos S.A., em substituição a Companhia Docas do Estado de São Paulo (Codesp) - que foi formalizado em março de 2022.
Em 02 de janeiro de 2025, a Autoridade Portuária de Santos assumiu a administração do Porto de Itajaí, após decisão do Ministério de Portos e Aeroportos pela federalização do porto.

## Atuação
A Autoridade Portuária tem a responsabilidade de prover infraestrutura de acesso terrestre e marítimo, serviços e outras garantias contratuais firmadas com seus arrendatários, e cobra tarifas e taxas de seus arrendatários pela utilização dessa estrutura. Da mesma forma, é de sua alçada a fiscalização das operações, do cumprimento das condições contratuais e das normas ambientais e de segurança do trabalho por parte dos arrendatários. Por sua posição como administradora, também assume funções de coordenação na organização de esforços cooperativos entre as diversas empresas e órgãos intervenientes do Complexo Portuário, como é o caso do Plano de Ajuda Mútua (PAM), que coordena esforços na prevenção e atuação contra acidentes.
De acordo com suas atribuições de prover infraestrutura de acesso terrestre e aquaviária, a Autoridade Portuária mantém e investe nas infraestruturas relativas a estes acessos. O complexo portuário possui, aproximadamente, 100 quilômetros de malha ferroviária interna (dentro do Porto Organizado), operada desde outubro de 2023 pela Associação Gestora da Ferrovia Interna do Porto de Santos (Fips), após rescisão do contrato com a Portofer Transportes Ferroviários. A Autoridade Portuária também é responsável pelo sistema conhecido como avenidas perimetrais, que busca garantir a qualidade dos acessos rodoviários, evitar conflitos com o fluxo urbano e evitar entroncamentos rodoferroviários. Da mesma forma, realiza também os serviços de dragagem de aprofundamento e manutenção, de forma a permitir o acesso de navios com o calado operacional necessário.
Os arrendamentos são viabilizados por meio de licitações públicas, e ao término dos contratos, os bens vinculados aos espaços arrendados revertem ao patrimônio da União. Em contrapartida, a empresa cobra taxas e tarifas pelos serviços ou vantagens auferidos de sua atuação.
| Tabela | Descrição                              | Serviço ou vantagem                                    |
| ------ | -------------------------------------- | ------------------------------------------------------ |
| I      | Utilização da Infraestrutura Portuária | utilização do acesso aquaviário                        |
| I      | Utilização da Infraestrutura Portuária | utilização do berço de atracação                       |
| II     | Utilização da Infraestrutura Terrestre | utilização da infraestrutura terrestre de cais público |
| II     | Utilização da Infraestrutura Terrestre | utilização de área arrendada                           |
| II     | Utilização da Infraestrutura Terrestre | utilização de infraestrutura para operação auxiliar    |
| III    | (extinta)                              | -                                                      |
| IV     | (extinta)                              | -                                                      |
| V      | Serviços Gerais                        | fornecimento de água                                   |
| V      | Serviços Gerais                        | fornecimento de energia elétrica                       |
| V      | Serviços Gerais                        | serviços administrativos                               |
| V      | Serviços Gerais                        | recolhimento de resíduos operacionais                  |

## Meio-ambiente
Diversas atividades de monitoramento e interferência ambiental são necessárias em função da atividade portuária, para minimizar riscos e mitigar impactos. A Codesp possui uma superintendência e três gerências responsáveis pela execução de programas ambientais e de segurança do trabalho. 

## Relação porto-cidades
Em face das diversas interações e da dinâmica específica que a atividade portuária tem com seu entorno, a Autoridade Portuária de Santos realiza atividades voltadas para a melhoria da relação entre o porto e as populações de seus municípios circunvizinhos. Dentre as atividades regulares, encontram-se:
- Atendimento periódico a visitas de entidades de ensino técnico e superior, nacionais e internacionais[14];
- Manutenção de um programa de patrocínio a projetos e iniciativas da sociedade civil[15];
- Manutenção de um Complexo Cultural (Museu do Porto, Pinacoteca e Hemeroteca)[16].